# Сан Телмо (кораб)
Корабът „Сан Телмо“ е линеен кораб от испанската флота, разполагал със 74 оръдия на борда. Пуснат е на вода през 1788 г.
Повреден вследствие на суровите условия в протока Дрейк, южно от Нос Хорн, на 2 септември 1819 г. корабът потъва край Антарктида, при което загиват 644 души на борда.